# Tranebergstunneln

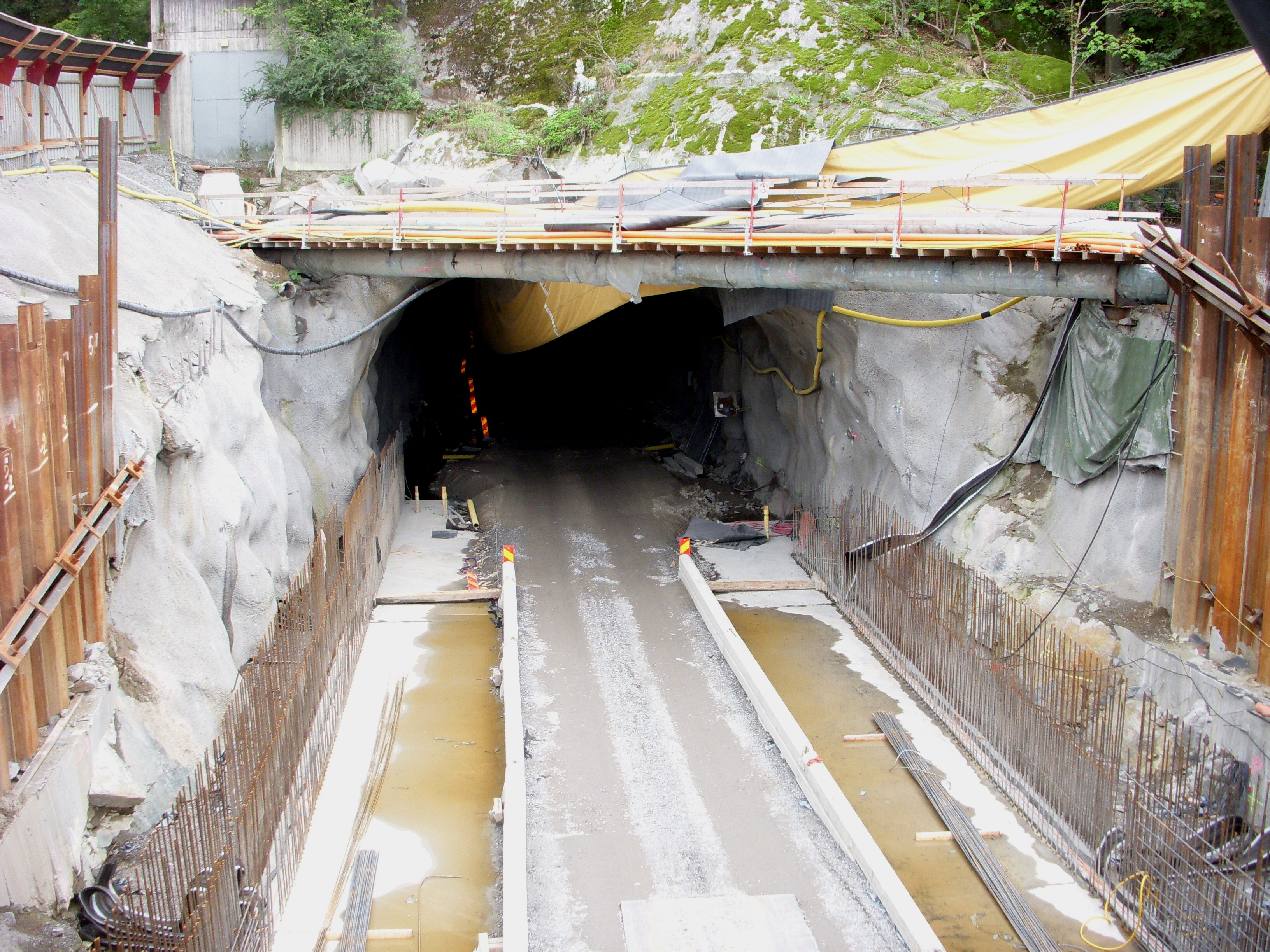
Tunnelbygget, augusti 2010.

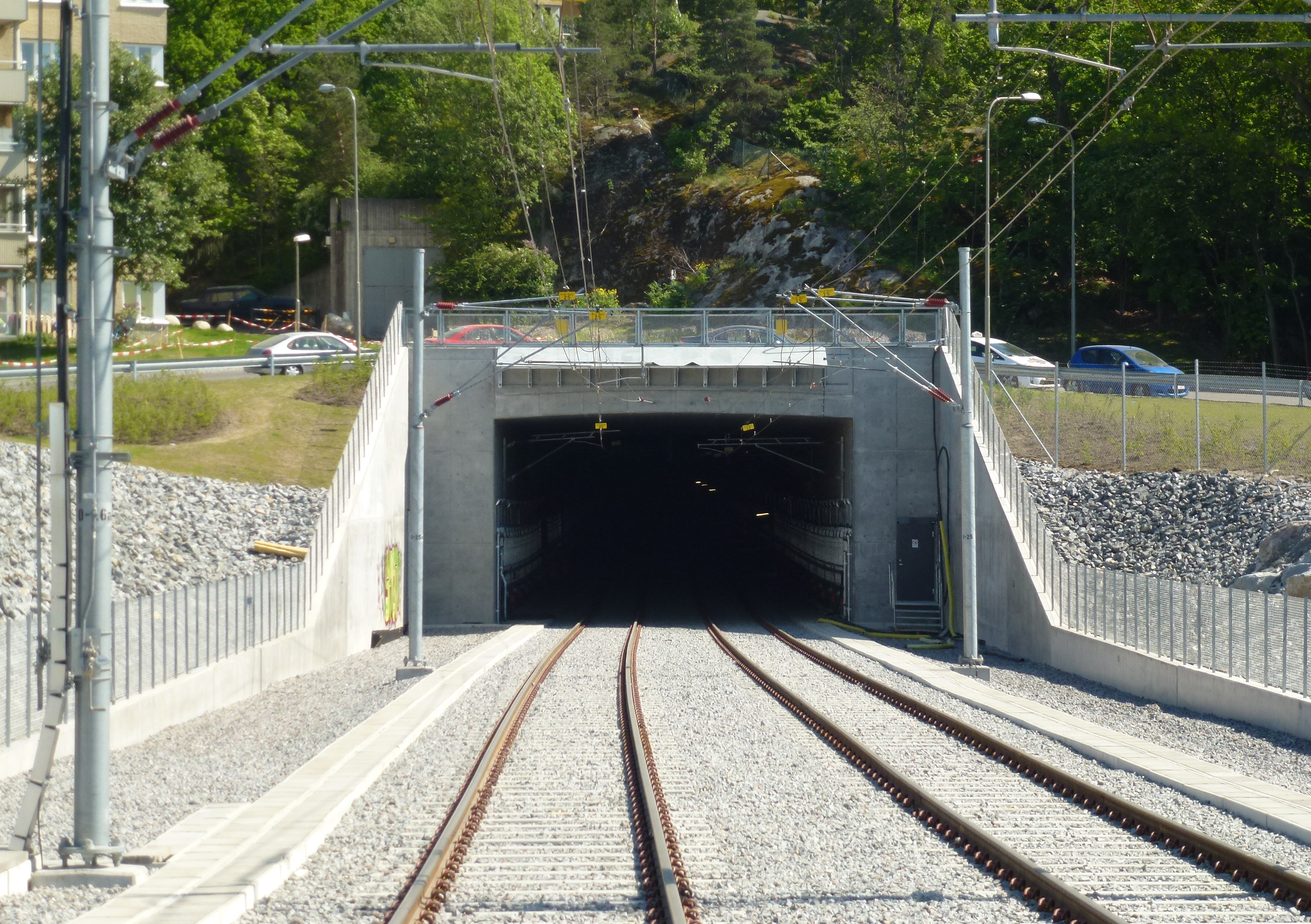
Tranebergstunneln i färdigt skick, maj 2012.

Tranebergstunneln är en dubbelspårig spårvägstunnel för Tvärbanan, i berget under stadsdelen Traneberg i Stockholm.

## Beskrivning
Tunneln är en del av Tvärbanans förlängning till Solna, som öppnade för trafik 28 oktober 2013. I söder ansluter tunneln till en sedan tidigare befintlig tunnelsträcka mellan hållplatsen i Alvik och Brommadepån. I norr ansluter tunneln till Ulvsundabron, som går över den västra delen av Ulvsundasjön. Vid brons norra landfäste ligger hållplatsen Johannesfred.
Tunneln är cirka 800 meter lång. Tunnelbygget avslutades i mars 2011. Därefter byggdes spår, kontaktledning och signalsystem. Den 28 oktober 2013 började Tvärbanans spårvagnar gå genom tunneln.
Andra tunnlar för Tvärbanan är Alvikstunneln och Årstadalstunneln.